# Isole Fratelli
Le Isole Fratelli (in arabo رشادة الأخوات) sono due isolotti rocciosi situati nel nord della Tunisia.
Si trovano al largo di Kef Abbed, più precisamente a due miglia dalla costa del governatorato di Biserta. Le loro rocce ospitano i falchi eleonorae e le berte grigie.